# 유니버시티 칼리지 (옥스퍼드 대학교)
유니버시티 칼리지(University College)는 잉글랜드 옥스퍼드 대학교를 구성하는 칼리지이다. 유니브(Univ)라고도 불린다. 1249년에 더럼의 윌리엄(William of Durham)이 설립하여 옥스퍼드 대학교에서 가장 오래된 칼리지임을 주장하는 칼리지들 중 하나이다.